# Gonia setigera
Gonia setigera är en tvåvingeart som beskrevs av Tothill 1924. Gonia setigera ingår i släktet Gonia och familjen parasitflugor. Inga underarter finns listade i Catalogue of Life.